# 832

## Родени
- Карл Дебели, франкски император